# Phanocelia canadensis
Phanocelia canadensis là một loài Trichoptera trong họ Limnephilidae. Chúng phân bố ở miền Tân bắc.